# Arthonia grubei
Arthonia grubei är en lavart som beskrevs av Lücking. Arthonia grubei ingår i släktet Arthonia och familjen Arthoniaceae.   Inga underarter finns listade i Catalogue of Life.